# Åbo ortodoxa kyrka
Åbo ortodoxa kyrka, även kallad Heliga martyrkejsarinnan Aleksandras kyrka, är Åbo ortodoxa församlings huvudkyrka vid Salutorget i Åbo. Kyrkan byggdes 1839–1845 efter ritningar av den tyskfödda arkitekten Carl Ludvig Engel på uppdrag av tsaren Nikolaj I. Byggnaden representerar nyklassicistik stil. Ikonostasens ikoner är överflyttade från Gamla Valamo kloster.